# At the Hop
At the Hop è un brano musicale scritto da Artie Singer, John Medora e David White. La canzone è stata originariamente interpretata da Danny & the Juniors, pubblicata nel 1957.
Nel 1969 il brano ha riguadagnato successo in quanto interpretato dal vivo dal gruppo Sha-Na-Na durante il Festival di Woodstock. 
Il brano è incluso nella colonna sonora del film American Graffiti (1973) eseguito da Flash Cadillac & the Continental Kids.